# Dzień Pamięci
Dzień Pamięci (ang. Remembrance Day; fr. Jour du Souvenir lub Jour de l’Armistice – Dzień Rozejmu) – święto obchodzone w krajach Wspólnoty Narodów oraz we Francji na cześć poległych żołnierzy w wojnach obchodzone 11 listopada. W ten dzień o godzinie 11 cześć poległym oddawana jest w formie dwóch minut ciszy. Każdy z obywateli, o ile ma sposobność, przystaje na tę chwilę.
Święto upamiętnia podpisanie 11 listopada (o godzinie 11) rozejmu kończącego I wojnę światową.
Dzień ten nazywany jest także Dniem Maku (ang. Poppy Day), z uwagi na zwyczaj noszenia w tym dniu sztucznych maków przypiętych do ubrania na znak pamięci (zob. remembrance poppy). Maki te są sprzedawane przez Brytyjską Legię Królewską (The British Royal Legion), a dochód przeznaczony jest na rzecz weteranów.

## Obchody na świecie
Dzień ten jest też obchodzony m.in. w Kanadzie, Australii, Nowej Zelandii i Belgii.
W Stanach Zjednoczonych jest obchodzony pod nazwą Dnia Weteranów.
W Polsce z tej okazji, od wielu lat w drugą niedzielę listopada, składane są kwiaty m.in. na cmentarzu wojennym Wspólnoty Brytyjskiej w Poznaniu.